# 氧循環

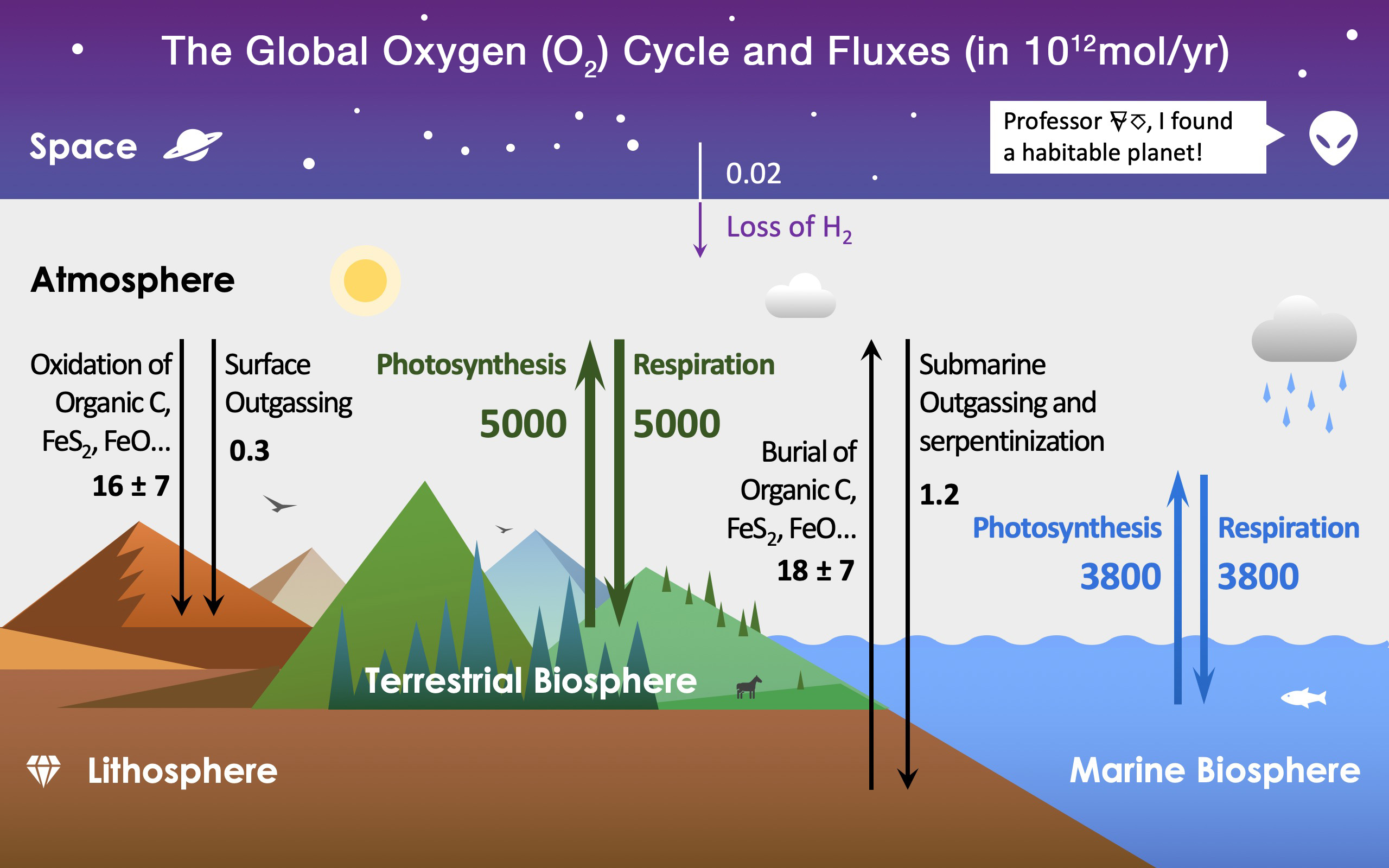

氧循環是自然界中一種生態系統的物質循環，主要用於形容氧在地球表面的三個主要貯存池，即大氣層、生物圈和岩石圈。整個循環依赖产氧光合作用去驅使，自养生物（蓝绿菌、藻类和植物）吸收日光把二氧化碳和水組合生产碳水化合物（如葡萄糖）和副產品氧氣。被释放到大气层和溶解在水体中的游离态氧气则随后会与其它物质发生自发化学反应，或被生物的细胞呼吸代谢，而消耗重新成为各种氧化物。
地球上的氧循环始于太古宙中晚期，在此之前虽然也会通过紫外线光解海水产生少量氧气，但其产量几乎可以忽略不计，古大气层也是个以氮气、甲烷、二氧化碳和硫化氢为主、无氧的还原性大气。利用叶绿素进行光合作用的蓝绿菌最早出现在中太古代后期，在之后十亿年间不断进行光合作用释放氧气，直到在新太古代末期耗尽了地表和海洋中所有的还原剂物质，使得游离氧气首次出现在海洋和大气层中，史称大氧化事件。而在之后的元古宙新元古代和显生宙古生代，随着新的光合自养者（如藻类和植物）出现并繁盛，地球出现了第二次和第三次大规模的氧气增长事件，其间虽有跌涨反复也最终使得现今的氧气含量占空气分子比例的20.9%，是已知宇宙中独此一例的天体。现今即使地球上所有的光合作用从此停止，大气中现有氧气的庞大存量仍然需要五千至二万五千年的時間才会被全部移除 。
氧气的存在促进了好氧生物——特别是真核生物——的演化，从而造就了以动物为代表的有高度移动性的复杂生物繁盛，而这些生物的活动和繁衍对游离氧气的依赖与消耗进一步扩展了氧循环的规模。而生物圈与氧循环息息相关的初级生产（其中涉及大量的固碳和固氮）和有机生物质通过食物网转移与积存（会将无机物中的碳和氮移除）也连带着影响了地球上的碳循环和氮循环，同时造成的气候变化也会改变水循环状态。而现今人类活动也开始影响氧循环的状态。

## 源和匯

### 生物生產
{\displaystyle \mathrm {6\ CO_{2}+6H_{2}O+energy\longrightarrow C_{6}H_{12}O_{6}+6\ O_{2}} }

### 非生物生產
{\displaystyle \mathrm {2\ H_{2}O+energy\longrightarrow 4\ H+O_{2}} }
{\displaystyle \mathrm {2\ N_{2}O+energy\longrightarrow 4\ N+O_{2}} }

### 生物消費
在地球中，有百分之九十九點五儲存於最大的氧儲存器即地幔及地殼中的矽酸鹽和氧化礦物質。而只有非常小量氧，約百分之零點零一會以自由模式被釋放至生物圈及百分之零點四九被釋放至大氣層。
然而，在生物圈及大氣層中，最主要的氧氣來源為光合作用，即透過分解二氧化碳及水以產生葡萄糖和氧氣。
6CO2 + 6H2O + 能量 → C6H12O6 + 6O2
超光合作用的生物包括在地表的植物及海洋表面的浮游植物。在1986年，在海上發現了微小的藍綠菌，而這便能解釋為何有超過一半的光合作用發生於海洋中。
另一個大氣中氧氣的來源來自光解，大氣中的水份和氮化物被紫外光分解為其組成原子。氫和氮會離去逃到太空，而氧氣則留在大氣層:   
2H2O + 能量 → 4H + O2
2N2O + 能量 → 4N + O2
氧氣的流失主要是由動物與細菌的呼吸作用及腐爛時消耗氧氣而釋出二氧化碳。
因岩石中的礦物質被氧氣氧化，化學風化過程中，岩石也消耗氧氣。表面風化的例子有鐵鏽的氧化物：   
4FeO + 3O2 → 2Fe2O3
氧氣也在生物圈和岩石圈中循環。生物圈中的海洋生物產生含大量氧的碳酸鈣(CaCO3)。當生物死亡及它的殼會存留於淺水層，埋葬多時後便會於岩石圈產生石灰岩。而生物會開始破壞岩石令氧氣由岩石圈被釋放。植物和動物會從岩石吸收營養礦物並釋放氧氣。

## 容量和通量
以下的表格會列出氧氣停留於氧氣的儲存器容量和留失時間的估計值。這些數據由 Walker, J. C. G. 初次估計得出。
| 表一 : 在氧循環中主要的儲存器                                                                                          | 表一 : 在氧循環中主要的儲存器                                                                                          | 表一 : 在氧循環中主要的儲存器                                                                                          | 表一 : 在氧循環中主要的儲存器  |
| 儲存器 | 容量 (kg O2) | 流入/出 (kg O2每年) | 停留時間 (年)                  |
| --- | --- | --- | ------------------------------ |
| 大氣層 | 1.4 × 1018 | 30,000 × 1010 | 4,500                          |
| 生物圈 | 1.6 × 1016 | 30,000 × 1010 | 50                             |
| 岩石圈 | 2.9 × 1020 | 60 × 1010 | 500,000,000                    |
| 表二: 年大氣層含氧量增加及流失(單位: 1010 kg O2 每年)                                                                  | | |                                |
| 增加 | | |                                |
| 光合作用 (陸地) 光合作用 (海洋) 光解二氧化氮 光解水份子                                                                | 光合作用 (陸地) 光合作用 (海洋) 光解二氧化氮 光解水份子                                                                | 光合作用 (陸地) 光合作用 (海洋) 光解二氧化氮 光解水份子                                                                | 16,500 13,500 1.3 0.03         |
| 總增加 | 總增加 | 總增加 | 約 30,000                      |
| 透過呼吸作用及分解的流失                                                                                               | | |                                |
| 帶氧呼吸 微生物氧化 燃燒化石燃料 (人類學) 光化學氧化 透過雷電固定的氮氣 透過工業固定的氮氣 (人類學) 氧化火山造成的氣體 | 帶氧呼吸 微生物氧化 燃燒化石燃料 (人類學) 光化學氧化 透過雷電固定的氮氣 透過工業固定的氮氣 (人類學) 氧化火山造成的氣體 | 帶氧呼吸 微生物氧化 燃燒化石燃料 (人類學) 光化學氧化 透過雷電固定的氮氣 透過工業固定的氮氣 (人類學) 氧化火山造成的氣體 | 23,000 5,100 1,200 600 12 10 5 |
| 透過風化的流失 | | |                                |
| 化學的風化 和表面的臭氧反應                                                                                            | 化學的風化 和表面的臭氧反應                                                                                            | 化學的風化 和表面的臭氧反應                                                                                            | 50 12                          |
| 總流失 | 總流失 | 總流失 | 約 30,000                      |

## 臭氧
大氣中氧氣的存在導致了臭氧（O3）和平流層內臭氧層的形成：
{\displaystyle \mathrm {O_{2}+uv~light\longrightarrow 2~O} \qquad (\lambda \lesssim 200~{\text{nm}})}
{\displaystyle \mathrm {O+O_{2}\longrightarrow O_{3}} }
O + O2 :- O3
臭氧層對現代生活極為重要，因為它吸收有害的紫外線輻射：
{\displaystyle \mathrm {O_{3}+uv~light\longrightarrow O_{2}+O} \qquad (\lambda \lesssim 300~{\text{nm}})}

## 磷
在海洋中的磷會用於調整大氣層中的氧含量。磷溶於海水後，會成為自營生物，即以光合作用為生的必需養料，而且這亦會成為一個控制光合作用速度的條件之一。海洋中發生的光合作用會產生氧循環中大約45%的氧氣。而自營生物的生長速度是會受水的含磷量所控制的。
採礦及工業活動會產生大量含磷廢水。當這些廢水被排入海中，海水的含磷量便會大幅提升，造成優養化。但海水的含磷量上升是不會影響發生於海中的光合作用。這是因為海中自營生物的數量上升時，海水的含氧量也會上升，而高含氧量促進某幾種細菌成長並爭奪已溶化的磷。這競爭限制了自營生物可用的已溶磷，所以自營生物的數量和氧水平也受到限制。